# Орандж (Нью-Гемпшир)
Орандж (англ. Orange) — місто (англ. town) в США, в окрузі Ґрафтон штату Нью-Гемпшир. Населення — 277 осіб (2020).

## Демографія
Згідно з переписом 2010 року, у місті мешкала 331 особа в 132 домогосподарствах у складі 84 родин. Було 167 помешкань
Расовий склад населення:
| - 97,9 % — білих - 0,3 % — чорних або афроамериканців - 0,3 % — азіатів |

До двох чи більше рас належало 1,2 %. Частка іспаномовних становила 2,7 % від усіх жителів.
За віковим діапазоном населення розподілялося таким чином: 21,8 % — особи молодші 18 років, 64,6 % — особи у віці 18—64 років, 13,6 % — особи у віці 65 років та старші. Медіана віку мешканця становила 42,9 року. На 100 осіб жіночої статі у місті припадало 103,1 чоловіків;  на 100 жінок у віці від 18 років та старших — 112,3 чоловіків також старших 18 років.
Середній дохід на одне домашнє господарство  становив 70 265 доларів США (медіана — 59 250), а середній дохід на одну сім'ю — 93 062 долари (медіана — 71 406). Медіана доходів становила 29 688 доларів для чоловіків та 46 563 долари для жінок. За межею бідності перебувало 8,0 % осіб, у тому числі 12,5 % дітей у віці до 18 років та 6,5 % осіб у віці 65 років та старших.
Цивільне працевлаштоване населення становило 103 особи. Основні галузі зайнятості: освіта, охорона здоров'я та соціальна допомога — 34,0 %, виробництво — 11,7 %, роздрібна торгівля — 10,7 %.